# 4749 (1989 WE1)
4749 (1989 WE1) је астероид главног астероидног појаса чија средња удаљеност од Сунца износи 3,008 астрономских јединица (АЈ).
Апсолутна магнитуда астероида је 11,6.